# St. Petersburg Open 2012 - Qualificazioni singolare
Le qualificazioni del singolare dello St. Petersburg Open 2012 sono state un torneo di tennis preliminare per accedere alla fase finale della manifestazione. I vincitori dell'ultimo turno sono entrati di diritto nel tabellone principale. In caso di ritiro di uno o più giocatori aventi diritto a questi sono subentrati i lucky loser, ossia i giocatori che hanno perso nell'ultimo turno ma che avevano una classifica più alta rispetto agli altri partecipanti che avevano comunque perso nel turno finale.

## Teste di serie
1. Andrej Kumancov (Qualificato)
2. Stanislav Poplavskij (secondo turno)
3. Ivan Nedelko (ultimo turno)
4. Sergey Betov (Qualificato)

1. Mikhail Fufygin (secondo turno)
2. Jahor Herasimaŭ (secondo turno)
3. Morgan Phillips (ultimo turno)
4. Anton Zaitsev (secondo turno)

## Qualificati
1. Andrej Kumancov
2. Nikolai Fidirko

1. Andrej Vasilevskij
2. Sergey Betov

## Tabellone

### Legenda
| - Q = Qualificato - WC = Wild card - LL = Lucky loser | - ALT = Alternate - SE = Special Exempt - PR = Protected Ranking | - w/o = Walkover - r = Ritirato - d = Squalificato |

### Sezione 1
|  | Secondo turno | Secondo turno   | Secondo turno   | Secondo turno | Secondo turno |  |  | Ultimo turno | Ultimo turno    | Ultimo turno    | Ultimo turno | Ultimo turno |  |
|  |               |                 |                 |               |               |  |  |              |                 |                 |              |              |  |
|  | 1             | Andrej Kumancov | Andrej Kumancov | 6             | 7             |  |  |              |                 |                 |              |              |  |
|  |               | Sergey Strelkov | Sergey Strelkov | 3             | 5             |  |  | 1            | Andrej Kumancov | Andrej Kumancov | 6            | 7            |  |
|  | WC            | Vugar Aliev     | Vugar Aliev     | 2             | 5             |  |  | 7            | Morgan Phillips | Morgan Phillips | 1            | 64           |  |
|  | 7             | Morgan Phillips | Morgan Phillips | 6             | 7             |  |  |              |                 |                 |              |              |  |

### Sezione 2
|  | Primo turno   | Primo turno      | Primo turno      | Primo turno | Primo turno |  |  | Secondo turno | Secondo turno        | Secondo turno        | Secondo turno   | Secondo turno |   |   | Ultimo turno  | Ultimo turno  | Ultimo turno | Ultimo turno | Ultimo turno |  |
|  |               |                  |                  |             |             |  |  |               |                      |                      |                 |               |   |   |               |               |              |              |              |  |
|  |               |                  |                  |             |             |  |  |               |                      |                      |                 |               |   |   |               |               |              |              |              |  |
|  |               |                  |                  |             |             |  |  | 2             | Stanislav Poplavskij | Stanislav Poplavskij | 1               | 2             |   |   |               |               |              |              |              |  |
|  | Valery Rudnev | Valery Rudnev    | 4                | 7           | 6           |  |  |               | Valery Rudnev        | Valery Rudnev        | 6               | 6             |   |   |               |               |              |              |              |  |
|  | Aslan Karacev | Aslan Karacev    | 6                | 6(1)        | 3           |  |  |               |                      |                      |                 |               |   |   | Valery Rudnev | Valery Rudnev | 3            | 6            | 0            |  |
|  |               | Nikolai Fidirko  | Nikolai Fidirko  | 6           | 6           |  |  |               |                      | Nikolai Fidirko      | Nikolai Fidirko | 6             | 4 | 6 |               |               |              |              |              |  |
|  | WC            | Timofey Skripkin | Timofey Skripkin | 2           | 0           |  |  |               | Nikolai Fidirko      | 3                    | 7               | 6             |   |   |               |               |              |              |              |  |
|  |               |                  |                  |             |             |  |  | 8             | Anton Zaitsev        | 6                    | 5               | 2             |   |   |               |               |              |              |              |  |
|  |               |                  |                  |             |             |  |  |               |                      |                      |                 |               |   |   |               |               |              |              |              |  |

### Sezione 3
|  | Secondo turno | Secondo turno      | Secondo turno      | Secondo turno | Secondo turno |  |  | Ultimo turno | Ultimo turno       | Ultimo turno       | Ultimo turno | Ultimo turno |  |
|  |               |                    |                    |               |               |  |  |              |                    |                    |              |              |  |
|  | 3             | Ivan Nedelko       | Ivan Nedelko       | 6             | 6             |  |  |              |                    |                    |              |              |  |
|  | WC            | Nikita Gudozhnikov | Nikita Gudozhnikov | 1             | 1             |  |  | 3            | Ivan Nedelko       | Ivan Nedelko       | 2            | 65           |  |
|  |               | Andrej Vasilevskij | Andrej Vasilevskij | 7             | 6             |  |  |              | Andrej Vasilevskij | Andrej Vasilevskij | 6            | 7            |  |
|  | 6             | Jahor Herasimaŭ    | Jahor Herasimaŭ    | 5             | 1             |  |  |              |                    |                    |              |              |  |

### Sezione 4
|  | Primo turno      | Primo turno         | Primo turno         | Primo turno | Primo turno |  |  | Secondo turno | Secondo turno       | Secondo turno       | Secondo turno    | Secondo turno    |   |   | Ultimo turno | Ultimo turno | Ultimo turno | Ultimo turno | Ultimo turno |  |
|  |                  |                     |                     |             |             |  |  |               |                     |                     |                  |                  |   |   |              |              |              |              |              |  |
|  |                  |                     |                     |             |             |  |  |               |                     |                     |                  |                  |   |   |              |              |              |              |              |  |
|  |                  |                     |                     |             |             |  |  | 4             | Sergey Betov        | Sergey Betov        | 6                | 6                |   |   |              |              |              |              |              |  |
|  | WC               | Artur Gusev         | Artur Gusev         | 0           | 0           |  |  |               | Vladimir Uzhylovsky | Vladimir Uzhylovsky | 3                | 3                |   |   |              |              |              |              |              |  |
|  |                  | Vladimir Uzhylovsky | Vladimir Uzhylovsky | 6           | 6           |  |  |               |                     |                     |                  |                  |   |   | 4            | Sergey Betov | Sergey Betov | 6            | 6            |  |
|  | Beka Komakhidze  | Beka Komakhidze     | Beka Komakhidze     | 2           | 0           |  |  |               |                     |                     | František Čermák | František Čermák | 4 | 4 |              |              |              |              |              |  |
|  | František Čermák | František Čermák    | František Čermák    | 6           | 6           |  |  |               | František Čermák    | 6                   | 1                | 6                |   |   |              |              |              |              |              |  |
|  |                  |                     |                     |             |             |  |  | 5             | Mikhail Fufygin     | 4                   | 6                | 0                |   |   |              |              |              |              |              |  |
|  |                  |                     |                     |             |             |  |  |               |                     |                     |                  |                  |   |   |              |              |              |              |              |  |